# Heizkostenverteiler

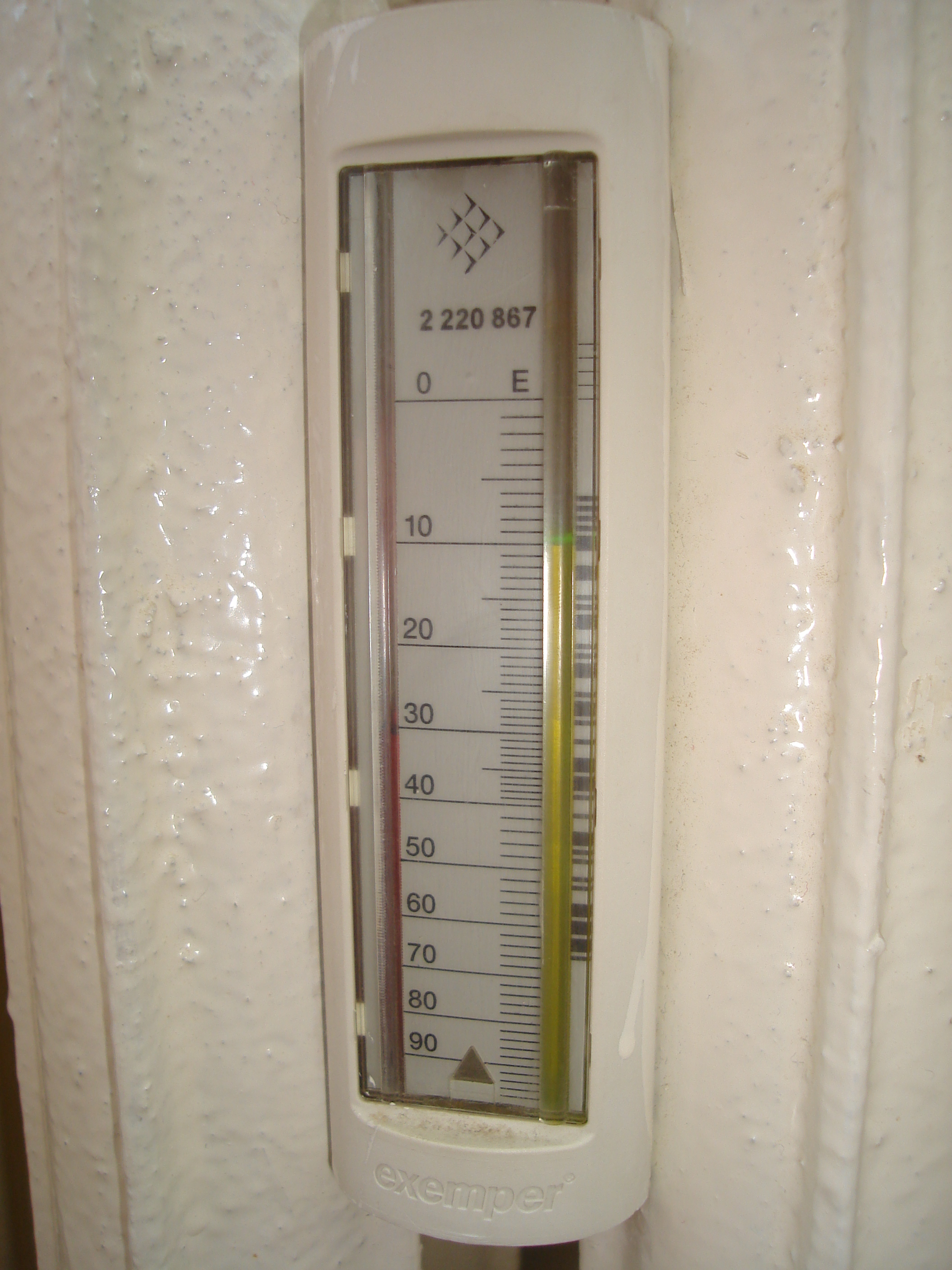
Heizkostenverteiler

Ein Heizkostenverteiler (HKV) ist ein Gerät zur verbrauchsabhängigen Berechnung von Heizkosten. Er ist kein Messgerät, sondern ein Erfassungsgerät, weil er – anders als z. B. ein Wärmezähler – keine Wärmemenge misst, sondern lediglich unspezifische Einheiten liefert, die die zeitliche Summierung der Temperatur(differenz) widerspiegeln. Erst durch Faktoren, die sich aus Art und Abmessung der Heizkörper ergeben, lässt sich ein Wärmemengenverbrauch herleiten. Letztlich werden durch Verhältnisrechnung der Erfassungsergebnisse mehrerer gleichartiger Heizkostenverteiler in der Heizkostenabrechnung die individuellen Heizkosten der einzelnen Nutzer ermittelt.

## Aufbau
Der Heizkostenverteiler besteht in der Regel aus einem Rückenteil, meistens aus Metall, das wärmeleitend mit dem Heizkörper verbunden wird, und einem Vorderteil, das auf das Rückenteil aufgesteckt und verplombt wird. Das Vorderteil ist meistens aus Kunststoff und enthält die Erfassungsvorrichtung.

## Funktionsprinzip
Durch die Erwärmung des Heizkörpers erwärmt sich auch das Rückenteil. Die Temperatur (bzw. die Temperaturdifferenz zur Raumtemperatur bei elektronischen Zweifühlergeräten) wird über die Heizperiode (ein Jahr laut Heizkostenverordnung) integriert und bildet so den Messwert. Da die abgegebene Wärmemenge auch von der Größe und Bauart des Heizkörpers und vom Wärmeübergang zwischen Heizkörper und Heizkostenverteiler abhängt, wird der Messwert jedes Heizkörpers mit einem individuellen Faktor multipliziert.
Das kann in der Heizkostenabrechnung geschehen. Man spricht dann von einer Einheitsskala, weil jeder Heizkostenverteiler mit der gleichen Skala ausgestattet ist. Sind hingegen die Heizkostenverteiler an unterschiedlichen Heizkörpern mit unterschiedlichen Skalen, sogenannten Produktskalen ausgestattet, erfolgt keine Umrechnung, weil der Faktor durch die Wahl der Skala bereits berücksichtigt ist. Bei elektronischen Heizkostenverteilern erreicht man die Skalierung durch eine Programmierung. Die Bestimmung des Bewertungsfaktors findet im Rahmen der Montage des Heizkostenverteilers statt. Dazu wird der Hersteller und Typ des Heizkörpers − soweit möglich − bestimmt und ein Aufmaß genommen. Das führt zur Heizkörperleistung als erstem Teil des Bewertungsfaktors. Anschließend wird der Faktor noch durch den sogenannten Kc-Wert korrigiert, der den Wärmeübergang zwischen Heizmedium, letztlich dem Heizkörper, und Heizkostenverteiler beschreibt. Die Heizkörperbewertung setzt die Kenntnis genauer Daten über den eingesetzten Heizkostenverteiler und den Heizkörper voraus, die in umfangreichen Mess- und Versuchsreihen gewonnen werden.
Neben der Einheits- oder Produktskala haben einige Heizkostenverteiler eine zusätzliche Kontrollskala. Diese ist anders geteilt und dient dazu, Ablesefehler festzustellen.

## Bauarten
Die Heizkostenverteiler werden nach ihrer Funktionsweise in zwei große Gruppen unterteilt: Heizkostenverteiler nach dem Verdunstungsprinzip und elektronische Heizkostenverteiler. Dabei werden die Heizkostenverteiler nach dem Verdunstungsprinzip immer mehr von den elektronischen, fernablesbaren Heizkostenverteilern verdrängt.

### Rechtliche Regelungen

#### EU
Artikel 9c der geänderten Richtlinie 2012/27/EU (Energieeffizienz-Richtlinie) sieht vor, dass neu installierte Zähler und Heizkostenverteiler nach dem 25. Oktober 2020 fernablesbar sein müssen. Bereits installierte Geräte müssen bis zum 1. Januar 2027 nachgerüstet oder ersetzt werden.

#### Deutschland
Nach der Novellierung der Heizkostenverordnung zum 1. Dezember 2021 müssen nach dem 1. Dezember 2021 eingebaute Heizkostenverteiler fernablesbar sein. Fernablesbar ist ein Heizkostenverteiler, wenn er ohne Zugang zu einzelnen Nutzeinheiten abgelesen werden kann. Nach dem 31. Dezember 2031 müssen alle Heizkostenverteiler interoperabel und zum Anschluss an ein Smart Meter Gateway tauglich sein.
Die folgende Tabelle enthält den Zeitplan für die Umstellung der Heizkostenverteiler:
| Zeitpunkt              | Vorgabe | §§                     |
| ---------------------- | --- | ---------------------- |
| 1. Dezember 2021       | Novelle der HeizkostenV tritt in Kraft. | [ 2 ]                  |
| nach 1. Dezember 2021  | neu eingebaute Heizkostenverteiler müssen fernablesbar sein. | § 5 Abs. 2 HeizkostenV |
| 1. Dezember 2022       | neu eingebaute Heizkostenverteiler müssen interoperabel und Smart-Meter-Gateway-tauglich sein.                                                                      | § 5 Abs. 5 HeizkostenV |
| 31. Dezember 2026      | Nicht fernablesbare Heizkostenverteiler, die bis zum 1. Dezember 2021 installiert wurden, müssen fernablesbar, interoperabel und Smart-Meter-Gateway-tauglich sein. | § 5 Abs. 3 HeizkostenV |
| nach 31. Dezember 2031 | alle eingebauten Heizkostenverteiler müssen interoperabel und Smart-Meter-Gateway-tauglich sein.                                                                    | § 5 Abs. 4 HeizkostenV |

### Heizkostenverteiler nach dem Verdunstungsprinzip
Beim Heizkostenverteiler nach dem Verdunstungsprinzip liegt ein mit einer Flüssigkeit gefülltes oben offenes Glasröhrchen am Rückenteil an. Je nach Temperatur verdunstet die Messflüssigkeit schneller oder langsamer. Die Menge der verdunsteten Flüssigkeit bildet den Messwert. Auf dem Vorderteil des Heizkostenverteilers ist eine Skala angebracht, mit der man den Messwert durch ein Fenster ablesen kann.
Als Messflüssigkeit eignen sich Flüssigkeiten, die so langsam verdunsten, dass der Vorrat im Heizkostenverteiler auch bei hoher Heizkörpertemperatur für ein Jahr sicher ausreicht, z. B. Benzoesäuremethylester oder 1-Hexanol. Die Messflüssigkeit verdunstet in geringem Maße auch bei Raumtemperatur, wenn der Heizkörper kalt ist, etwa im Sommer. Zum Ausgleich für diese sogenannte Kaltverdunstung wird das Messröhrchen über den Nullpunkt der Skala hinaus befüllt. Durch die Kaltverdunstung kann es in seltenen Fällen zu Fehlmessungen kommen, wenn sie in den einzelnen Wohnungen bedingt durch andere Wärmequellen, z. B. Sonneneinstrahlung, große Unterschiede aufweist.

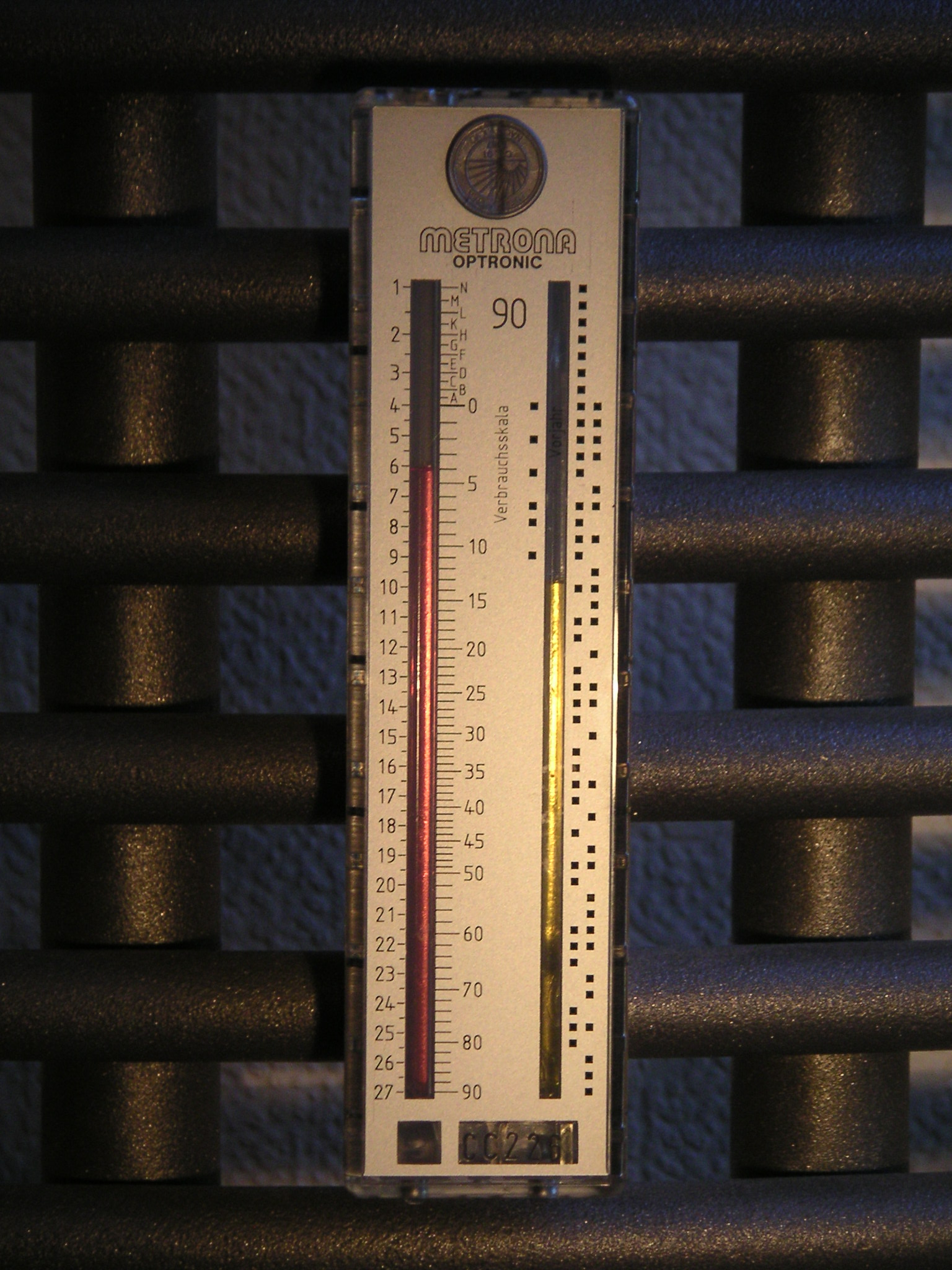
Kapillarheizkostenverteiler – rechts die Vorjahreskapillare, links die Verbrauchskapillare mit zwei Skalen; die linke Skala ist die Kontrollskala, die rechte zeigt den Verbrauch; in ihrem oberen Teil (oberhalb des Nullpunkts) sieht man zwölf Striche für die Kaltverdunstung

Bei der jährlichen Hauptablesung wird das Röhrchen durch ein neu befülltes ersetzt. Bei einigen Geräten kann das Röhrchen auch verschlossen und zur Beweissicherung ein weiteres Jahr im Heizkostenverteiler aufbewahrt werden. Ein Vergleich zwischen Vorjahr und laufendem Jahr ist damit aber nicht möglich, weil es sich nicht um physikalische Einheiten handelt und sich der Preis je Einheit erst bei der Heizkostenabrechnung ergibt. Zur besseren Unterscheidung wird die Messflüssigkeit in jedem Jahr mit einem anderen Farbstoff versehen.
Für moderne Niedertemperaturheizungen mit mittleren Auslegungsheizmediumtemperaturen unter 60 °C sind normale Heizkostenverteiler nach dem Verdunstungsprinzip (Klasse A nach EN 835) nicht zugelassen, da ihre Messgenauigkeit dafür nicht ausreicht. Das ist besonders dann zu beachten, wenn das Gebäude nachträglich isoliert und mit einem neuen Heizkessel ausgerüstet wird, weil dann die ursprüngliche Auslegungstemperatur nicht mehr erreicht wird.

#### Kapillarheizkostenverteiler
Ist der Durchmesser des Röhrchens sehr gering (Kapillare), so spricht man vom Kapillarheizkostenverteiler. Kapillarheizkostenverteiler benötigen weniger von der humantoxikologisch umstrittenen Messflüssigkeit und reichen wegen ihrer längeren Skala und dem geringeren Ablesefehler, der bei herkömmlichen Verdunstern durch Kapillaraszension auftritt, von ihrer Genauigkeit an elektronische Heizkostenverteiler heran, sind jedoch preiswerter als diese. Sie arbeiten meist mit der Messflüssigkeit 1-Hexanol und sind dann für mittlere Auslegungsheizmediumtemperaturen ab 55 °C und höher zugelassen (Klasse B nach EN 835).

### Elektronische Heizkostenverteiler

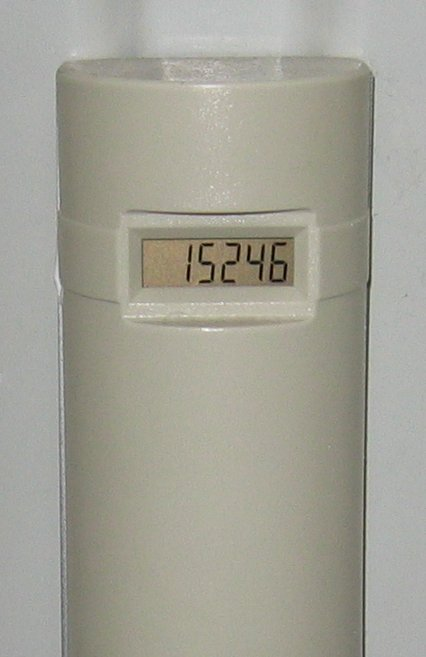
Elektronischer Heizkostenverteiler

Beim elektronischen Heizkostenverteiler werden die Temperatur des Heizkörpers und die Temperatur der Raumluft durch jeweils einen Sensor erfasst. Die Temperaturdifferenz wird von einem elektronischen Rechenwerk integriert und auf einem LC-Display oder elektromechanischem Zählwerk in Form von Zählschritten angezeigt. Bei einfacheren Heizkostenverteilern kann der Raumtemperaturfühler auch fehlen (Einfühlergerät). In diesem Fall wird eine konstante Raumtemperatur angenommen. Auch ein Zweifühlergerät lässt bei bestimmten Betriebsbedingungen, z. B. bei Manipulationsversuchen, die Raumtemperatur unberücksichtigt.
Ähnlich der Kaltverdunstung beim Heizkostenverteiler nach dem Verdunstungsprinzip kann es auch beim elektronischen Heizkostenverteiler trotz ausgeschalteten Heizkörpers zu Zählschritten kommen. Der Effekt tritt bei hoher Umgebungstemperatur auf, z. B. bei außergewöhnlich hohen Temperaturen im Sommer. Diese Eigenschaft könnte technisch vollkommen unterdrückt werden, ergibt sich allerdings aus den Vorgaben der technischen Vorschriften (EN 834), die von den Herstellern eingehalten werden müssen, damit die Erfassungsgeräte zugelassen werden.

Die Energieversorgung des Rechenwerks erfolgt durch eine Batterie. Bei älteren Geräten wird diese bei der jährlichen Hauptablesung durch den Ableser ausgetauscht. Aktuelle Geräte (2004) enthalten eine fest eingebaute Lithium-Batterie, die den Heizkostenverteiler bis zu zehn Jahre versorgen kann. Danach wird entweder der gesamte Heizkostenverteiler oder das Vorderteil ausgetauscht, da auch die anderen elektronischen Bauteile nach dieser Zeitdauer ihre erwartete Lebensdauer erreicht haben.
Elektronische Heizkostenverteiler bieten gegenüber den Geräten nach dem Verdunstungsprinzip zusätzliche Funktionen:
- Stichtagsablesung: Der Heizkostenverteiler speichert zu einem Stichtag (z. B. 31. Dezember) den Ablesewert (aktueller Verbrauchswert) unter dem Alt- bzw. Vorjahreswert (M … Memory) ab und beginnt wieder bei Null zu zählen. Die Ablesung kann zu einem beliebigen Zeitpunkt nach dem Stichtag stattfinden. Der Ablesewert bleibt zur Beweissicherung bis zum nächsten Stichtag gespeichert. Am nächsten Stichtag wird der aktuelle Verbrauchswert wieder auf den bereits gespeicherten Vorjahreswert (M) gespeichert – und zwar additiv. So wird auch der gesamte Verbrauch gespeichert, und man kann, selbst wenn in einem Jahr (oder mehreren Jahren) nicht abgelesen werden konnte, den exakten Verbrauch nachvollziehen. Hierzu wird der letzte abgelesene Vorjahreswert (M) vom neu abgelesenen Vorjahreswert (M) abgezogen, und die Differenz ergibt den exakten Verbrauch zwischen der letzten bekannten Ablesung und der neuen Ablesung.
- Speichern der Monatswerte: Der Heizkostenverteiler speichert den Ablesewert eines jeden Monats. Dadurch entfallen Zwischenablesungen bei Nutzerwechsel.
- Ablesen per Funk: Die Ablesewerte werden per Funk (oft gemäß Open-Metering-System-Standard im Frequenzband um 868 MHz für Short Range Devices)[3][4][5] zu einem oder mehreren Empfängern außerhalb der Wohnung übertragen. Beim Walk-by-Verfahren kommen mobile Empfänger zum Einsatz, die der Ableser mit sich führt und temporär in Funkreichweite der abzulesenden Heizkostenverteiler (meist ins Treppenhaus). Die Alternative sind stationäre Datensammler, die als Gateway fungieren. In beiden Fällen muss der Ableser die Wohnung nicht mehr betreten.[6] Die Stichtagswerte und meist auch alle Monatsendwerte werden einige Male gesendet und in den Datensammlern gespeichert. Diese Daten können vor Ort ausgelesen werden oder per Internet (beispielsweise via GSM oder UMTS) vom Messdienst abgerufen werden.
- Prüfsummenbildung: Der Heizkostenverteiler berechnet aus diversen Daten eine Prüfsumme, aus der im Nachhinein Ablesefehler, Störungen oder Manipulationsversuche zu erkennen sind.

## Zulassung
Obwohl in Deutschland Waren oder Verbräuche mit ungeeichten bzw. nicht eichfähigen Messgeräten grundsätzlich nicht gemessen werden dürfen, dürfen Heizkostenverteiler nach der Heizkostenverordnung zur Erfassung anteiliger Wärmeverbräuche verwendet werden. Voraussetzung ist gemäß § 5 Abs. 1 Satz 2 und 3 Heizkostenverordnung die Zulassung durch eine sachverständige Stelle. Als sachverständige Stellen gelten nur solche Stellen, deren Eignung die nach Landesrecht zuständige Behörde in Zusammenarbeit mit der Physikalisch-Technischen Bundesanstalt bestätigt hat. Die Zulassung für ein Erfassungsgerät wird erteilt, wenn dieses den anerkannten Regeln der Technik entspricht oder die Eignung auf andere Weise nachgewiesen wurde. Nach § 4 Heizkostenverordnung ist der Gebäudeeigentümer verpflichtet, den anteiligen Verbrauch der Nutzer an Wärme zu erfassen. Dazu hat er die Räume mit Ausstattungen zur Verbrauchserfassung zu versehen.